# Wielersport op de Olympische Zomerspelen 2016 – ploegenachtervolging mannen
De ploegenachtervolging voor de mannen op de Olympische Zomerspelen 2016 vond plaats op donderdag 11 en vrijdag 12 augustus 2016. De Britse ploeg won de gouden medaille in 2012 en verdedigde de olympische titel met succes in Rio. Acht andere landen deden ook mee: zij reden op 11 augustus de kwalificatieronde. Nederland viel af na een valpartij; de overige ploegen plaatsten zich voor de eerste ronde. Denemarken won de bronzen medaille in de B-finale. Groot-Brittannië versloeg Australië in de gouden finale, na tweemaal een nieuw wereld- en olympisch record te hebben neergezet.

## Resultaten

### Kwalificatieronde
| rang | land             | tijd     |     |
| ---- | ---------------- | -------- | --- |
| 1    | Groot-Brittannië | 3:51.943 | Q   |
| 2    | Denemarken       | 3:55.396 | Q   |
| 3    | Australië        | 3:55.606 | Q   |
| 4    | Nieuw-Zeeland    | 3:55.977 | Q   |
| 5    | Italië           | 3:59.708 | Q   |
| 6    | Duitsland        | 4:00.911 | Q   |
| 7    | Zwitserland      | 4:03.845 | Q   |
| 8    | China            | 4:05.152 | Q   |
| 9    | Nederland        | DNF      | DNF |

### Eerste ronde
| rang | rit | land             | tijd     |       |
| ---- | --- | ---------------- | -------- | ----- |
| 1    | 4   | Groot-Brittannië | 3:50.570 | WR OR |
| 2    | 3   | Australië        | 3:53.429 |       |
| 3    | 3   | Denemarken       | 3:53.542 |       |
| 4    | 4   | Nieuw-Zeeland    | 3:55.654 |       |
| 5    | 2   | Italië           | 3:55.724 |       |
| 6    | 1   | Duitsland        | 3:56.903 |       |
| 7    | 1   | Zwitserland      | 4:03.580 |       |
| 8    | 2   | China            | 4:04.420 |       |

### Finales
| rang  | land          | tijd     |  |
| ----- | ------------- | -------- |  |
| Brons | Denemarken    | 3:53.789 |  |
| 4     | Nieuw-Zeeland | 3:56.753 |  |

| rang   | land             | tijd     |       |
| ------ | ---------------- | -------- | ----- |
| Goud   | Groot-Brittannië | 3:50.265 | WR OR |
| Zilver | Australië        | 3:51.008 |       |

1908: Jones, Kingsbury, Meredith, Payne ·
1920: Magnani, Carli, Ferrario, Giorgetti ·
1924: De Martini, Dinale, Menegazzi, Zucchetti ·
1928: Facciani, Gaioni, Lusiani, Tasselli ·
1932: Pedretti, Borsari, Cimatti, Ghilardi ·
1936: Nizerhy, Charpentier, Goujon, Lapébie ·
1948: Decanali, Adam, Blusson, Coste ·
1952: Morettini, Campana, de Rossi, Messina ·
1956: Gasparella, Domenicali, Faggin, Gandini ·
1960: Vigna, Arienti, Testa, Vallotto ·
1964: Streng, Claesges, Henrichs, Link ·
1968: Lyngemark, Olsen, Asmussen, Jensen ·
1972: Schumacher, Colombo, Haritz, Hempel ·
1976: Vonhof, Braun, Lutz, Schumacher ·
1980: Manakov, Movtsjan, Ossokin, Petrakov ·
1984: Grenda, Turtur, Nichols, Woods ·
1988: Jekimov, Kasputis, Neljoebin, Oemaras ·
1992: Fulst, Glöckner, Lehmann, Steinweg ·
1996: Capelle, Ermenault, Monin, Moreau ·
2000: Fulst, Bartko, Becke, Lehmann ·
2004: Brown, McGee, Lancaster, Roberts ·
2008: Clancy, Manning, Thomas, Wiggins · 
2012: Burke, Clancy, Kennaugh, Thomas · 
2016: Burke, Clancy, Doull, Wiggins · 
2020: Consonni, Ganna, Lamon, Milan · 
2024:  Bleddyn, Welsford, Leahy, O'Brien